# لويس إم. كونكل
لويس إم. كونكل (بالإنجليزية: Louis M. Kunkel)‏ هو عالم وراثة أمريكي، ولد في 13 أكتوبر 1949 في نيويورك في الولايات المتحدة.